# Saint-Fréjoux
Saint-Fréjoux é uma comuna francesa na região administrativa da Nova Aquitânia, no departamento de Corrèze. Estende-se por uma área de 24,93 km². Em 2010 a comuna tinha 286 habitantes (densidade: 11,5 hab./km²).